# Spencer Chamberlain
William Spencer Chamberlain (Chapel Hill, 4 gennaio 1983) è un cantante statunitense, facente parte della band christian metalcore degli Underoath.

## Biografia
Spencer Chamberlain è nato a Chapel Hill, nella Carolina del Nord, ed è cresciuto a Greensboro nello stesso stato, con sua madre e suo fratello più grande, Phil (anche lui musicista, batterista dei Sullivan). Fin da quando era bambino la famiglia Chamberlain non aveva molti soldi, i genitori di Spencer divorziarono quando lui frequentava la scuola elementare "Greensboro Day School". Spencer ebbe delle esperienze con la droga e l'abuso di alcol. In un'intervista su Alternative Press ha dichiarato: 
Spencer presto andò alla Page High School, e dopo la laurea si spostò verso la Florida.
Continuò a lottare contro la droga finché suo fratello, un pastore, lo introdusse al Cristianesimo.
Chamberlain, anche se non era cresciuto in una solida famiglia cristiana e aveva evitato la religione per la maggior parte della sua infanzia, dice che oltre la musica è stata l'altra metà che l'ha salvato.
Chamberlain ha spiegato che l'album degli Underoath Define the Great Line è incentrato per la maggior parte sulla lotta e la speranza .

## Discografia

### Con i This Runs Through
- 2003 - Until Forever Finds Me (EP)

### Con gli Underoath
- 2004 - They're Only Chasing Safety
- 2006 - Define the Great Line
- 2008 - Lost in the Sound of Separation
- 2010 - Ø (Disambiguation)
- 2018 - Erase Me